# Semiothisa acasiaria
Semiothisa acasiaria fue una división taxonómica para una especie de polilla perteneciente a la familia Geometridae, descrita por el entomólogo estadounidense William Schaus en 1923. El nombre fue borrado del Global Biodiversity Information Facility en noviembre de 2022. En algunas bases de datos es puesta como sinonimia de Macaria acasiaria.